# Erecanana remyi
Erecanana remyi is een hooiwagen uit de familie Podoctidae.